# 崇高龍屬
崇高龍屬（學名：Angaturama）是獸腳亞目棘龍科下的一個屬，生活於下白堊紀的巴西。牠的模式標本是於巴西東北部的桑塔納組中的石灰岩被發現，是一個不完整的頭顱骨前段。模式種利瑪氏崇高龍（A. limai）是由亞歷山大·克爾納（Alexander Kellner）及坎普斯（Diogenes de A. Campos）於1996年2月所描述、命名的。屬名是以巴西原住民圖皮族的守護神「Angaturama」來命名；種名則是紀念古生物學家Murilo R. de Lima，他在1991年告知凱爾勒這個新的化石。

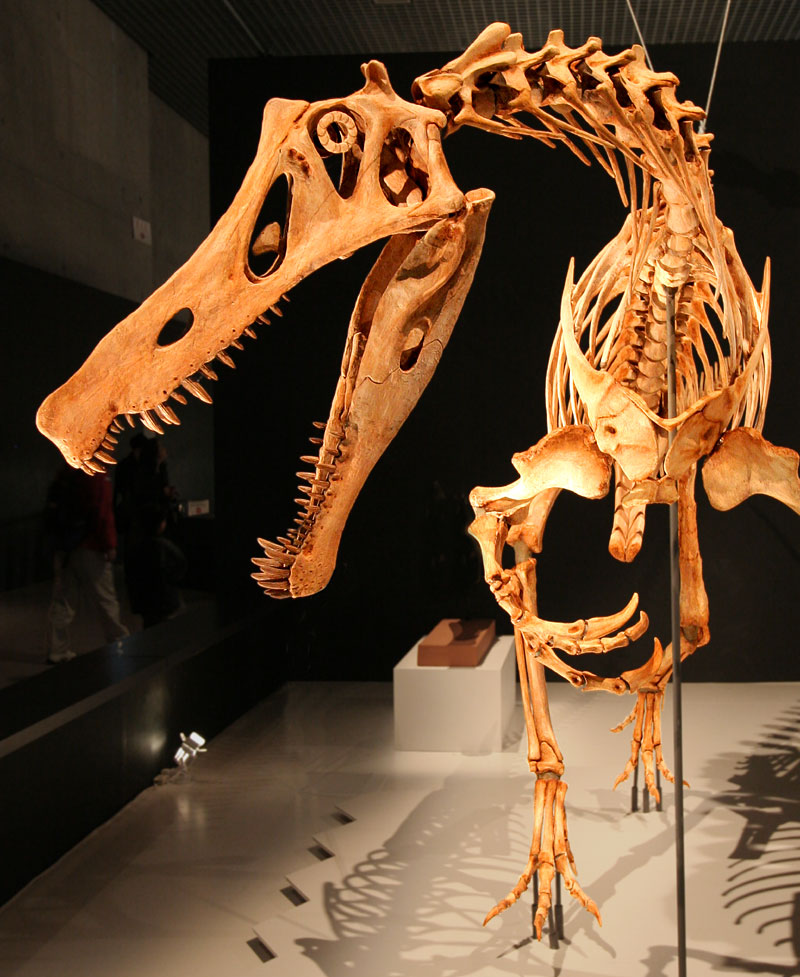
崇高龍的頭顱骨側面

研究人員重建出顱骨的其餘60%部分。崇高龍的特徵是口鼻部相當狹窄，及前上頜骨前端上的矢狀冠飾。魚類可能是牠的大部份食物來源。過去曾在一副翼龍類化石，發現嵌入的崇高龍牙齒，顯示牠們也可能以翼龍類為食。
崇高龍原先被認為是巴西最先發現的恐龍頭顱骨。但是，由於當描述崇高龍的文章準備發行時，另一個棘龍亞科的頭顱骨亦被發表，稱為激龍。很多古生物學家懷疑崇高龍與激龍是同一恐龍，若是如此，激龍的名字將具有優先權。

## 外部連結
- Dinoruss.org